# Asta Mollerup
Asta Malthea Mollerup (født 22. maj 1881 i København, død 25. september 1945 smst) var en dansk danselærer og skolebestyrer.
Hun var datter af museumsdirektør William Mollerup (1846-1917) og Caroline Susanne Ewald Rothe (1853-1938).
Asta Mollerup bragte den tidlige moderne dans til Danmark, bl.a. inspireret af den amerikanske danser Isadora Duncan og den tyske koreograf Mary Wigman. Hun begyndte sin uddannelse hos en russisk balletmester i Oslo. Tilbage i København i 1914 etablerede hun en ballet- og rytmikskole for børn og unge.

## Eksterne kilder og henvisninger
- Asta Mollerup på gravsted.dk
- Kvindebiografisk Leksikon - Asta Mollerup